# 蘭京 (南北朝)
蘭京（?年—549年）又作蘭固成，梁朝勇將蘭欽之子，本為南朝梁國將領，後成東魏戰俘下配到高澄府邸當廚奴，多次請求高澄讓其還歸梁國不得，便行刺高澄將之奪命，謀刺得手後被處斬而死。

## 生平
其父徐州刺史蘭欽與陳慶之齊名，與東魏交戰時，蘭京被俘，分配到高澄府中當廚子。蘭欽多次請以重金贖之，高澄皆不許。蘭京多次請求回家，高澄罵說：「你再囉唆，我就殺掉你！」蘭京暗中與同黨六人策劃反擊。蘭京刺殺高澄前幾天，黃門侍郎崔季舒在北宮門外長吟鮑照詩：“將軍既下世，部曲亦罕存。”

### 刺殺高澄
武定七年（549年），高澄在鄴城（河北省臨漳縣西南鄴鎮）時，愛戀新宠琅邪公主，为不受打搅，侍衛者常遣出外。八月八日這天，高澄与散騎常侍陳元康、吏部尚書侍中楊愔、黃門侍郎崔季舒在東柏堂密謀受禅之事，這時蘭京送來飲食，高澄教他退下，又對其他人說：「我昨天夢見這個奴隸用刀砍我，應該馬上把他除掉。」蘭京暗中拿著短刀，再度送來飲食，高澄大怒說：「我沒有叫送東西，你來幹什麼？」這時蘭京抽出藏在盘底的尖刀說：「我來殺你！」
當即高澄離座，但腳被絆傷，急忙爬到床下，蘭京把床掀起，誅殺高澄。陳元康為護高澄安危，胸腹多處被刺，腸子流出，倒在地上，崔季舒藏到廁所中。當時高洋人在城東「雙堂」，聞訊一行人趕到「柏堂」，將蘭京斬首。